# Черничное (Ленинградская область)
Черничное (до 1948 — Хёрккё, фин. Hörkö) — посёлок в Советском городском поселении Выборгского района Ленинградской области.

## Название
Решением исполкома Липпольского райсовета от 24 февраля 1948 года за деревней Хёрккё было закреплено наименование Ручьи. Однако, этот вариант не устроил комиссию по переименованию, которая присвоила деревне другое название — Черничная.
Переименование было закреплено указом Президиума ВС РСФСР от 13 января 1949 года.

## История
Деревня Хёрккё являлась частью большой деревни Коскиярви и находилась на порожистом участке реки Роккаланъйоки. Близ деревни было три порога: Юлякоски, Кескикоски и Алакоски. Деревня Коскиярви состояла из трёх частей: Хёрккё, Ленккери и Кангас.
Главным занятием жителей деревни было земледелие. Крестьяне возделывали рожь, кормовые культуры, картофель и начиная с 1930-х годов яровую пшеницу. Молоко обычно возили на маслоперерабатывающий завод. Перед войной в деревне появился трактор, но основную тягловую силу составляли лошади. В деревне находилась современная мельница с лесопилкой, которая обслуживала жителей окрестных деревень.
Зимой среди жителей деревни проводились лыжные состязания, летом — велосипедные. Житель деревни Тойво Хёрккё в 1924 году участвовал в летних Олимпийских Играх в Париже.

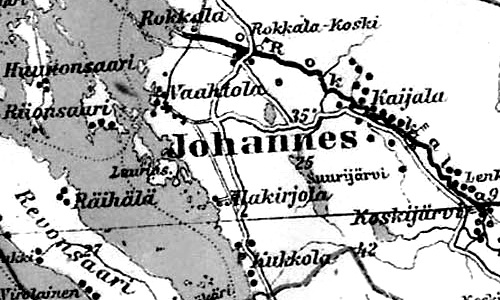
Деревня Коскиярви на финской карте 1923 года

До 1939 года деревня Хёрккё входила в состав волости Йоханнес Выборгской губернии Финляндской республики.
С 1 мая 1940 года по 30 сентября 1944 года — в составе Липпольского сельсовета Койвистовского района Ленинградской области.
С 1 июля 1941 года по 31 января 1944 года — финская оккупация.
С 1 октября 1944 года — в составе Никоновского сельсовета Приморского района. После войны в деревню были переселены 15 семей колхозников из Кировской области.
С 1 января 1949 года учитывается административными данными как деревня Черничное. При укрупнении хозяйства к ней было присоединено соседнее селение Пеусса, а позднее — Тиккала.
С 1 апреля 1954 года — в составе Никоновского сельсовета Рощинского района.
С 1 декабря 1956 года — в составе Никоновского сельсовета Выборгского района.
С 1 марта 1958 года — в составе Токаревского сельсовета. В 1958 году население деревни Черничное составляло 117 человек.
Согласно данным 1966 и 1973 годов посёлок Черничное входил в состав Токаревского сельсовета и являлся его административным центром.
Согласно данным 1990 года посёлок Черничное входил в состав Токаревского сельсовета, административным центром которого являлся посёлок Токарево.
В 1997 году в посёлке Черничное Токаревской волости проживали 32 человека, в 2002 году — 37 человек (русские — 92 %).
В 2007 году в посёлке Черничное Советского ГП проживали 25 человек, в 2010 году — 44 человека.

## География
Посёлок расположен в западной части района на автодороге 41А-086 (Советский — автодорога (Молодёжное — Черкасово)).
Расстояние до административного центра поселения — 10 км. Расстояние до районного центра — 34 км. 
Расстояние до ближайшей железнодорожной платформы Советский — 10 км. 
Через посёлок протекает река Гороховка.

## Демография
| 2007 | 2010 | 2017 | 2021 |
| ---- | ---- | ---- | ---- |
| 25   | ↗44  | ↘25  | ↗35  |

## Улицы
Берёзовая, Брусничная, Васильевская, Зелёная, Победный проезд, Луговая, Фермерская, Хвойный проезд.